# Antonin Bobichon
Antonin Bobichon, né le 14 septembre 1995 à Bagnols-sur-Cèze, est un footballeur évoluant en tant que milieu de terrain au Pau FC.

## Biographie

### Formation et débuts
Natif de Bagnols-sur-Cèze dans le Gard, Antonin Bobichon grandit à Saint-Paulet-de-Caisson. Il commence le football dans le club local, avant de passer au Football Club Bagnols-Pont, club formateur d'Éric Bauthéac, Khalid Boutaïb ou Nicolas de Préville. En avril 2010 il dispute à Clairefontaine la Coupe nationale U15, avec la sélection de la Ligue du Languedoc-Roussillon. Il intègre le centre de formation du Nîmes Olympique à 15 ans. En mars 2011 il est appelé en équipe de France U16 pour un stage de détection à Clairefontaine.
Sous contrat stagiaire pro, il intègre le groupe professionnel à l'été 2014 et fait ses débuts en équipe première le 17 octobre 2014 en Ligue 2, titularisé contre Tours, lors d'une victoire à l'extérieur 1-2. À cette occasion, il réalise une passe décisive pour le buteur Mathieu Robail. Il signe un premier contrat professionnel de trois ans en juin 2015.

### Carrière professionnelle

#### Nîmes Olympique
Après une saison où il n'a été titularisé qu'à deux reprises en championnat, Antonin Bobichon est prêté en juin 2016 au CA Bastia pour la saison de National 2016-2017. Il ne peut empêcher le club d'être relégué à l'issue de la saison.
De retour au Nîmes Olympique pour la saison 2017-2018, il participe à cinq matchs au cours de la saison, et s'illustre notamment sur les derniers matchs de l'exercice. A cette occasion, il s'offre son premier but en championnat professionnel le 4 mai 2018 lors de la réception du Gazélec Ajaccio. Il participe ainsi à la remontée du club en Ligue 1. Parallèlement, il est régulièrement aligné avec l'équipe réserve, qu'il aide à terminer champion de son groupe de National 3, avec notamment deux réalisations, lui assurant ainsi une promotion en National 2 pour la saison 2018-2019.
Il réalise un début de saison 2018-2019 remarqué, en inscrivant notamment un but contre le PSG le 1er septembre 2018 à l'occasion de sa première apparition en Ligue 1. Faisant partie des révélations des Crocos pour sa première saison en première division, il est transféré à Angers SCO le 29 août 2019 contre un peu plus d'un million d'euros. Il y paraphe un contrat de quatre ans. Il est alors le troisième joueur de Nîmes à rejoindre l'Anjou lors de ce mercato estival après Sada Thioub et Rachid Alioui. En 2020, le magazine France Football l'élira dans l'équipe type de la décennie du Nîmes Olympique.

#### Angers SCO
Joueur de rotation à Angers, il est titularisé à huit reprises en championnat avant que la Ligue 1 ne soit suspendue après 28 journées à cause de la pandémie de Covid-19. Lors de la dernière journée disputée, il inscrit un but et délivre une passe décisive face au FC Nantes (victoire 2-0).
Son statut n'évolue pas lors de la saison 2020-2021. S'il est membre du groupe professionnel pour chaque rencontre de Ligue 1, il n'en participe qu'à 23 pour 10 titularisations, ne délivrant qu'une passe décisive. Très peu utilisé par Gérald Baticle lors de l'exercice 2021-2022, avec seulement 34 minutes de jeu à son actif sur la phase aller, il est prêté à l'AS Nancy-Lorraine, lanterne rouge de Ligue 2, jusqu'au terme de la saison. Malgré une préparation estivale prometteuse, il est de nouveau cantonné à un rôle de remplaçant lors de la saison 2022-2023.

#### Stade lavallois
En janvier 2023 il résilie son contrat avec Angers SCO et s'engage pour un an et demi avec le Stade lavallois, club de Ligue 2.
Le samedi 3 février 2024, il marque son 10e sous les couleurs lavalloise contre Quevilly-Rouen, ce qui devient le club avec lequel il a marqué le plus de but dans sa carrière. 

#### Pau FC
En juillet 2024, il signe au Pau Football Club en Ligue 2 pour un contrat de deux saisons.

## Style de jeu
Doté de bonnes qualités techniques, Antonin Bobichon peut évoluer comme milieu relayeur ou meneur de jeu. Il est considéré comme un bon tireur de coups de pied arrêtés et un joueur particulièrement adroit sur les frappes de loin.

## Statistiques
| Saison                | Club                  | Championnat           | Championnat | Championnat | Coupe nationale | Coupe nationale | Coupe de la Ligue | Coupe de la Ligue | Compétition(s) continentale(s) | Compétition(s) continentale(s) | Compétition(s) continentale(s) | Total | Total |
| Saison                | Club                  | Division              | M.          | B.          | M.              | B.              | M.                | B.                | Comp.                          | M.                             | B.                             | M.    | B.    |
| 2014-2015             | Nîmes Olympique       | Ligue 2               | 13          | 0           | 1               | 0               | -                 | -                 | -                              | -                              | -                              | 14    | 0     |
| 2015-2016             | Nîmes Olympique       | Ligue 2               | 6           | 0           | 1               | 0               | 1                 | 0                 | -                              | -                              | -                              | 8     | 0     |
| 2016-2017             | CA Bastia             | National              | 28          | 2           | 4               | 0               | -                 | -                 | -                              | -                              | -                              | 32    | 2     |
| 2017-2018             | Nîmes Olympique       | Ligue 2               | 5           | 1           | 2               | 0               | 1                 | 0                 | -                              | -                              | -                              | 8     | 1     |
| 2018-2019             | Nîmes Olympique       | Ligue 1               | 23          | 6           | -               | -               | 1                 | 0                 | -                              | -                              | -                              | 24    | 6     |
| Total sur la carrière | Total sur la carrière | Total sur la carrière | 63          | 5           | 8               | 0               | 3                 | 0                 | -                              | -                              | -                              | 74    | 5     |

## Palmarès
- Vice-champion de Ligue 2 en 2018 avec le Nîmes Olympique.